# Psychoda platalea
Psychoda platalea és una espècie d'insecte dípter pertanyent a la família dels psicòdids.

## Descripció
- Femella: antenes de 0,68-0,73 mm de llargària i amb 15 segments (el núm. 14 està parcialment fusionat amb el 13 i és més petit que el 15), placa subgenital amb forma de tija i amb l'àpex inflat i bilobulat, i ales entre 1,15-1,30 mm de llargada i 0,42-0,47 d'amplada.
- El mascle no ha estat encara descrit.[2]

## Distribució geogràfica
Es troba a les illes Filipines: Cebú i Mindanao.